# Euphorbia atoto
Euphorbia atoto là một loài thực vật có hoa trong họ Đại kích. Loài này được G.Forst. mô tả khoa học đầu tiên năm 1786.